# XSPF
XSPF (англ. XML Shareable Playlist Format), читается «спифф» (англ. spiff) — открытый формат данных для плей-листов, основанный на XML и разрабатываемый под эгидой Xiph.Org Foundation. Среди заявленных создателями достоинств формата — простота и переносимость. Спецификация формата опубликована под лицензией Creative Commons Attribution-NoDerivatives 2.5.
Существует несколько валидаторов формата.

## Пример плей-листа
```
<?xml version="1.0" encoding="UTF-8"?>

<playlist
 
version=
"1"
 
xmlns=
"http://xspf.org/ns/0/"
>

  
<trackList>

    
<track>

      
<title>
Локальный
 
файл
</title>

      
<location>
file:///C:/music/foo.mp3
</location>

    
</track>

    
<track>

      
<title>
Внешний
 
файл
</title>

      
<location>
http://www.example.com/music/bar.ogg
</location>

    
</track>

  
</trackList>

</playlist>

```

## Поддержка
Формат поддерживают, среди прочих:
Проигрыватели
- Amarok
- Clementine
- Audacious
- Banshee (медиаплеер)
- GNOME Videos
- Медиапроигрыватель VLC
- Peyote
- AIMP[7]
- Winamp (только чтение)

Веб‐сайты
- Jamendo
- Magnatune
- Last.fm